# Stephen Constantine
Stephen Constantine (Londres, Inglaterra, 16 de octubre de 1962) es un entrenador de fútbol inglés. Actualmente está sin club.

## Vida personal
Constantine nació el 16 de octubre de 1962 en Londres. Es de ascendencia grecochipriota.Actualmente está casado y tiene tres hijas; su familia vivía en Chipre mientras él entrenaba en Sudán.

## Carrera como jugador
Constantine jugó en los Estados Unidos para los Pennsylvania Stoners y los New York Pancyprian-Freedoms. Se retiró del fútbol a los 26 años, tras una grave lesión en la rodilla.

## Carrera como entrenador
Después de retirarse como futbolista, Constantine pasó los primeros años de su carrera como entrenador en Estados Unidos y Chipre. Entrenó a la selección nacional de Nepal entre 1999 y 2001 y recibió una medalla de manos del entonces rey del país. Posteriormente, fue entrenador de la selección nacional de India desde 2002 hasta 2005.También guio al equipo indio que ganó la medalla de plata en los Juegos Afroasiáticos de 2003.
En enero de 2007, estaba en una lista de dos hombres, junto con Carlos Alberto da Luz, para el puesto de entrenador de la selección nacional de Malaui.Fue nombrado entrenador del combinado africano en febrero de 2007.No obstante, presentó su renuncia en abril de 2008.
Se convirtió en entrenador de la selección nacional de Sudán en febrero de 2009.Tras dejar al combinado africano, dirigió a los clubes chipriotas APEP y Nea Salamis Famagusta, a este último lo guio al ascenso a la Primera División de Chipre.También, dirigió al Ethnikos Achnas desde diciembre de 2012 hasta febrero de 2013.
En mayo de 2014, fue anunciado como entrenador de la selección nacional de Ruanda. En diciembre de 2014, el país africano alcanzó la clasificación más alta de su historia, en el puesto N°68.Más tarde ese mes se le vinculó con un regreso a la India como su nuevo seleccionador nacional y, a principios de enero de 2015, le ofrecieron el puesto.

### Regreso a India
El 16 de enero de 2015, se confirmó que Constantine regresaría para hacerse cargo de selección de India por segunda vez.Su primer partido fue el 12 de marzo de 2015 contra Nepal en el Estadio Atlético Indira Gandhi. Dos goles de Sunil Chhetri llevaron a sus dirigidos a una victoria por 2-0 y lideraron el partido de vuelta en Katmandú.Un empate sin goles en el estadio Dasarath Rangasala hizo que los indios avanzaran a la siguiente ronda de clasificación para la Copa del Mundo/Copa Asiática.
En enero de 2016, Constantine llevó a India al título del Campeonato SAFF, venciendo a Afganistán por 2-1 en la final.Asimismo, logró la clasificación para la Copa Asiática 2019.En dicha competencia, los indios ganaron su primer partido contra Tailandia, pero terminaron cuartos en su grupo después de conceder un penalti en el último minuto en su último partido del grupo contra Baréin. Luego del encuentro, renunció a su puesto como entrenador.

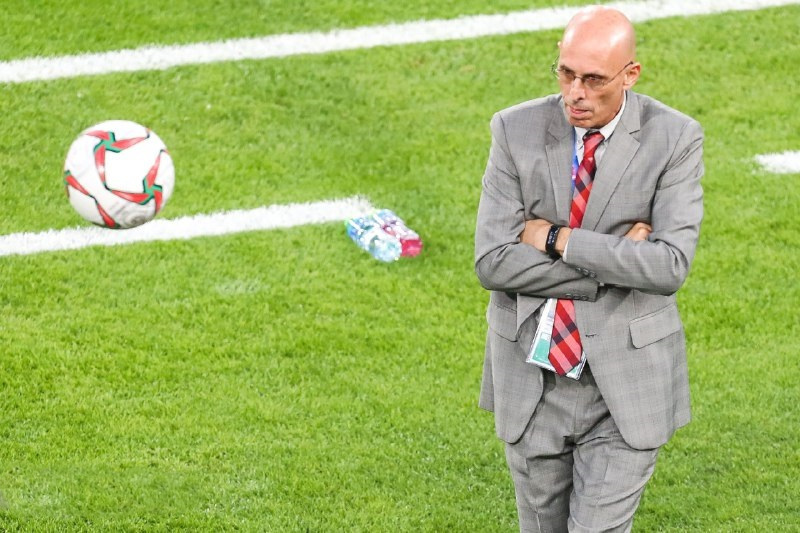
Constantine en la Copa Asiática 2019.

### Carrera posterior
En enero de 2021 se convirtió en director de operaciones de fútbol del club chipriota Pafos.Un mes más tarde, fue nombrado como entrenador.Su contrato expiró el 30 de junio de 2021 y no fue renovado.
En julio de 2022 se convirtió en entrenador del club East Bengal de la Superliga de India.Dejó el cargo en abril de 2023, luego de una serie de malos resultados que dejaron al equipo indio afuera de la Copa Durand y de la Supercopa.

### Pakistán
El 30 de septiembre de 2023, Constantine fue anunciado como entrenador de la selección de Pakistán.El inglés llevó a los pakistaníes a su primera victoria en las eliminatorias para la Copa del Mundo luego de 8 años al vencer a Camboya y clasificarse para la segunda ronda por primera vez.El 31 de octubre de 2024, fue relevado de sus funciones por la directiva pakistaní.
En marzo de 2025, inició su segunda etapa al frente del seleccionado pakistaní. No obstante, el 21 de julio, fue reemplazado en su cargo por Nolberto Solano.

## Clubes

### Como entrenador
| Club                   | País     | Año       |
| ---------------------- | -------- | --------- |
| Selección de Nepal     | Nepal    | 1999-2001 |
| Selección de India     | India    | 2002-2005 |
| Selección de Malaui    | Malaui   | 2007-2008 |
| Selección de Sudán     | Sudán    | 2009-2010 |
| APEP                   | Chipre   | 2010      |
| Nea Salamina Famagusta | Chipre   | 2010-2012 |
| Ethnikos Achnas        | Chipre   | 2012-2013 |
| Selección de Ruanda    | Ruanda   | 2014-2015 |
| Selección de India     | India    | 2015-2019 |
| Pafos FC               | Chipre   | 2021      |
| East Bengal            | India    | 2022-2023 |
| Selección de Pakistán  | Pakistán | 2023-2024 |
| Selección de Pakistán  | Pakistán | 2025      |